# Голлі (Нью-Йорк)
Голлі (англ. Holley) — селище (англ. village) в США, в окрузі Орлінс штату Нью-Йорк. Населення — 1754 особи (2020).

## Географія
Голлі розташоване за координатами 43°13′29″ пн. ш. 78°1′45″ зх. д. / 43.22472° пн. ш. 78.02917° зх. д. (43.224657, -78.029194).  За даними Бюро перепису населення США в 2010 році селище мало площу 3,28 км², уся площа — суходіл.

## Демографія
Згідно з переписом 2010 року, у селищі мешкало 1811 осіб у 769 домогосподарствах у складі 461 родини. Густота населення становила 551 особа/км².  Було 846 помешкань (258/км²).
Расовий склад населення:
| - 96,2 % — білих - 1,1 % — чорних або афроамериканців - 0,2 % — корінних американців - 0,1 % — азіатів - 1,3 % — осіб інших рас |

До двох чи більше рас належало 1,2 %. Частка іспаномовних становила 3,0 % від усіх жителів.
За віковим діапазоном населення розподілялося таким чином: 24,6 % — особи молодші 18 років, 63,7 % — особи у віці 18—64 років, 11,7 % — особи у віці 65 років та старші. Медіана віку мешканця становила 36,4 року. На 100 осіб жіночої статі у селищі припадало 94,7 чоловіків;  на 100 жінок у віці від 18 років та старших — 93,8 чоловіків також старших 18 років.
Середній дохід на одне домашнє господарство  становив 43 240 доларів США (медіана — 35 034), а середній дохід на одну сім'ю — 49 696 доларів (медіана — 40 833). Медіана доходів становила 38 750 доларів для чоловіків та 28 897 доларів для жінок. За межею бідності перебувало 26,3 % осіб, у тому числі 38,1 % дітей у віці до 18 років та 11,5 % осіб у віці 65 років та старших.
Цивільне працевлаштоване населення становило 822 особи. Основні галузі зайнятості: освіта, охорона здоров'я та соціальна допомога — 28,5 %, роздрібна торгівля — 12,9 %, виробництво — 11,7 %.